# Lycosa jagadalpurensis
Lycosa jagadalpurensis là một loài nhện trong họ Lycosidae.
Loài này thuộc chi Lycosa. Lycosa jagadalpurensis được Pawan U. Gajbe miêu tả năm 2004.